# Matsudo
Matsudo (松戸市; -shi) é uma cidade japonesa localizada na província de Chiba.

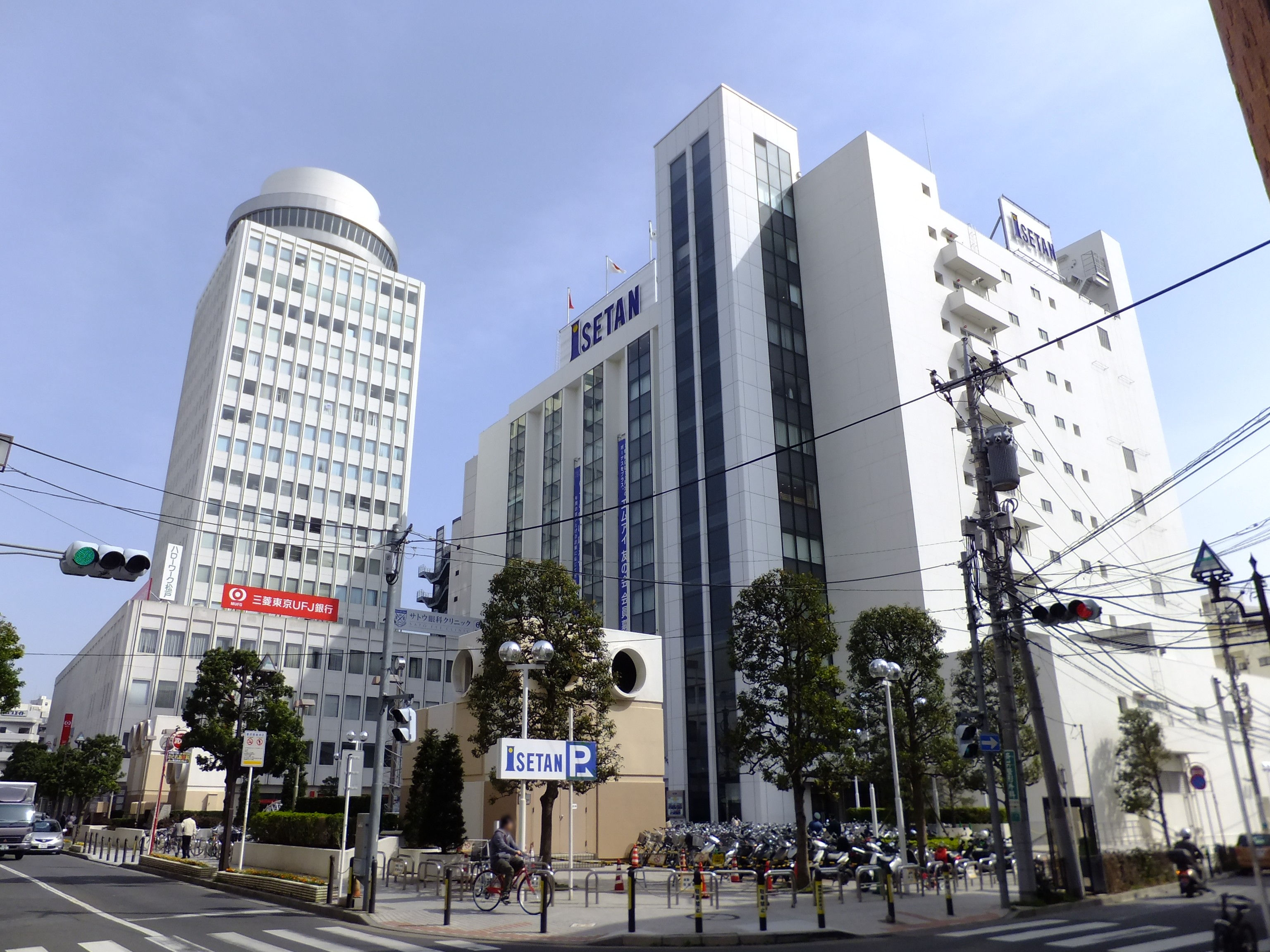

Em 2003 a cidade tinha uma população estimada em 471 709 habitantes e uma densidade populacional de 7 691,33 h/km². Tem uma área total de 61,33 km².
Recebeu o estatuto de cidade a 1 de Abril de 1943.

## Cidade-irmã
- Box Hill, Austrália